# Wilhelm von Blankenfelde

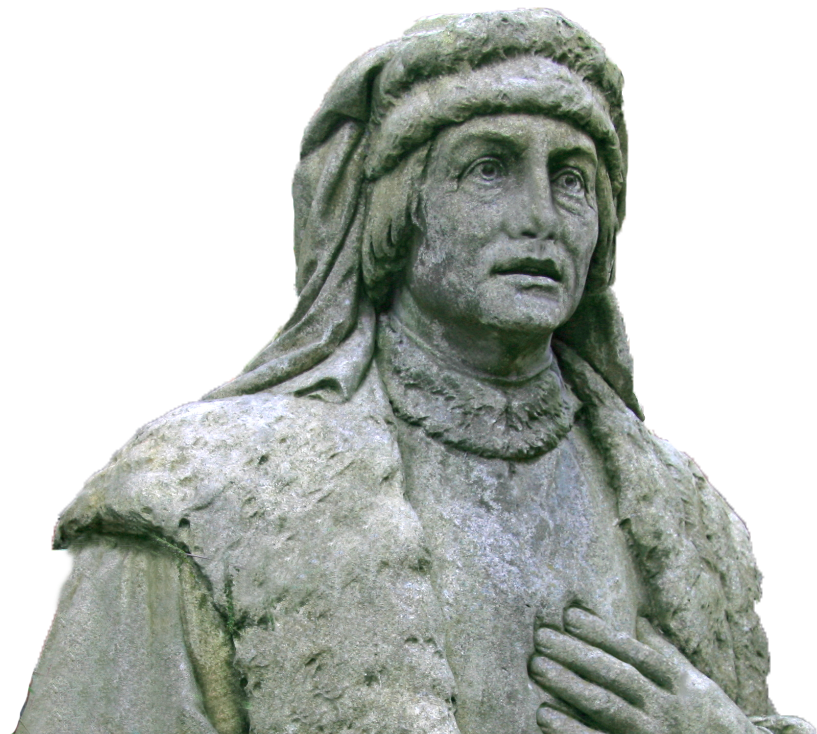
Büste von Wilhelm von Blankenfelde aus der Figurengruppe der Siegesallee nach Alexander Calandrelli, 1898 (Bildrekonstruktion)

Wilhelm von Blankenfelde (* um 1400; † 7. August 1474), genannt Wilke, war Berliner Bürgermeister.

## Stand und Titel

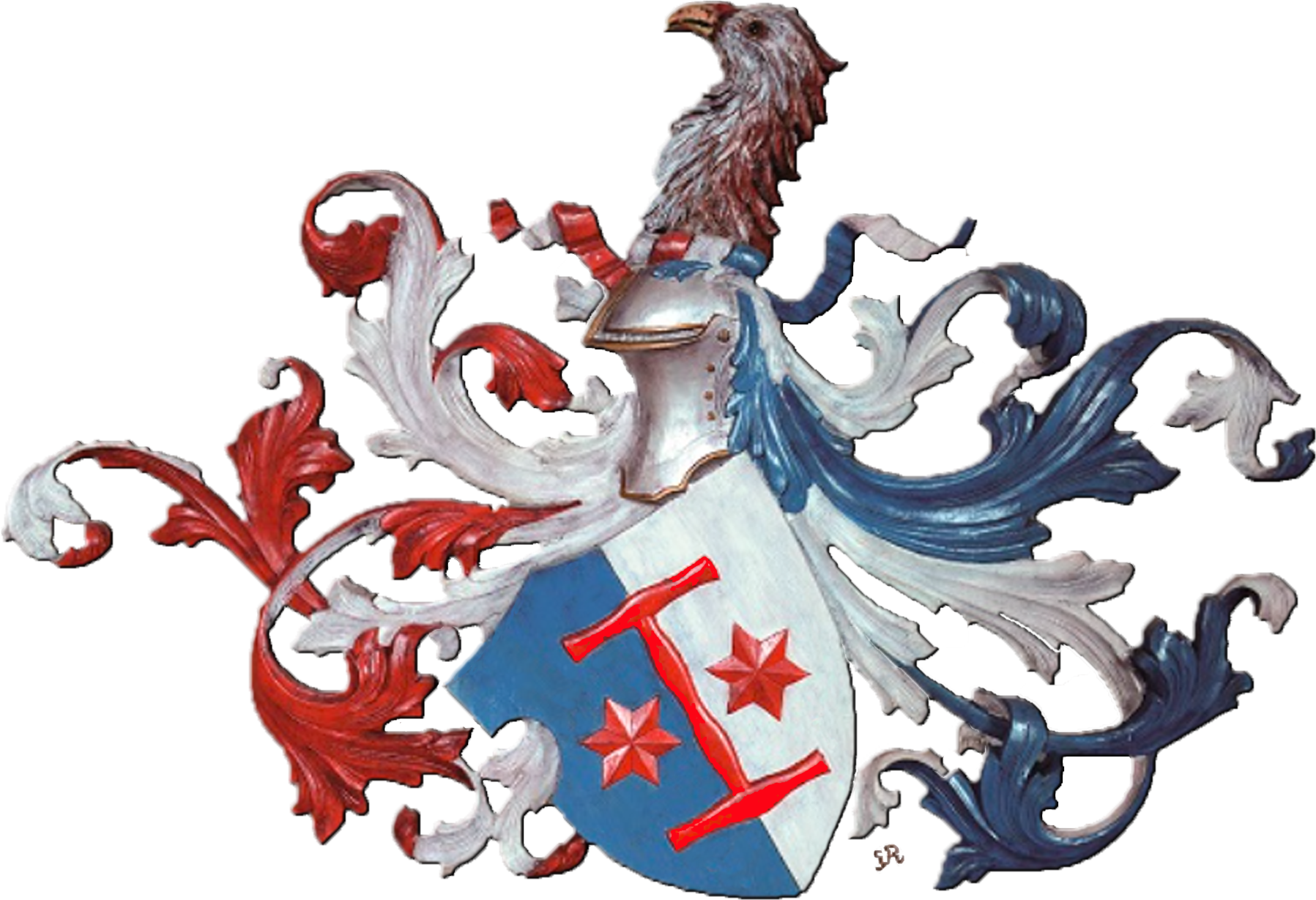
Wappenschild des Adelsgeschlechts von Blankenfelde

Er stammt aus der Berliner Patrizierfamilie Blankenfelde, die insgesamt sieben Berliner Bürgermeister stellte. Auch sein Vater Paul von Blankenfelde, sein jüngerer Bruder Johannes II. von Blankenfelde und sein Sohn Thomas von Blankenfelde waren Berliner Bürgermeister. Er selbst hatte das oberste Stadtamt in den Jahren 1436/37, 1444/45, 1446/47 und 1457/58, 1459/60, 1461/62 und 1463/64 im obligatorischen jährlichen Wechsel inne. 1474 wurde er von Kaiser Friedrich III. in den Reichsadelsstand erhoben.
Seine Frau Katharina (* 1415 in Berlin) war eine Tochter des Berliner Bürgermeisters Thomas Wins.

## Besitz
Bereits 1436 war Blankenfelde Erbherr zu Blankenburg, Pankow und Weißensee. 1446 bekam er die Dörfer Seefeld, Großziethen, Herzfelde, Werder, Altena, Hennickendorf, Reez, Rüdersdorf und Pankow als Lehen, nach 1456 kamen noch Zehlendorf, Wensikendorf, Schwanebek, Kotzeband (Oranienburg) und Niederschönhausen hinzu. 1458 wurden Blankenfelde und sein Bruder Johannes mit den Einkünften aus dem Dorf Kaulsdorf belehnt.

## Geschichte
Die Zeit des Berliner Unwillens, also der Konflikt, der 1440/41 zwischen den Zünften und den Ratsherren von Berlin und Cölln ausbrach, die darauf folgende Trennung von Berlin und Cölln durch den Kurfürsten Friedrich II. Eisenzahn, die damit im Zusammenhang stehende Entmachtung des Rats am 26. Februar 1442 und schließlich den Aufruhr der Stadt gegen den Kurfürsten im Jahre 1448 erlebte er als Bürgermeister und Teilnehmer.
Erst nach längerem Drängen der Berliner Patrizierfamilien entschlossen sich Wilhelm und sein Bruder Johannes, in den Konflikt einzugreifen (sie waren gerade erst belehnt worden). Dafür mussten sich die Brüder vor dem Spandauer Hofgericht wegen des Vorwurfs der Felonie verantworten. Sie mussten eine hohe Geldstrafe zahlen und ihre Lehen an den Kurfürsten zurückzugeben. Der Kurfürst hielt es aber für zweckmäßig, die Brüder schon kurze Zeit später zu begnadigen. Schon 1454 erhielt Blankenfelde seinen Besitz zurück und wurde sogar in einer kurfürstlichen Urkunde als „unser getreuer Wilcke“ bezeichnet. Auch das Bürgermeisteramt wurde ihm ab 1457 wieder zugestanden.
Obwohl Blankenfelde in der Zeit des Konfliktes mit dem Kurfürsten sein Bürgermeisteramt verloren hatte, blieb er offensichtlich Mitglied im Berliner Rat. 1453 konnte er zusammen mit dem damaligen Bürgermeister Peter Garnkäufer anlässlich des Neujahrsempfanges beim Kurfürsten von diesem für den Rat das Recht erwerben, mit rotem Wachs siegeln zu dürfen.
1474 wurden Blankenfelde und sein Bruder Hans von Kaiser Friedrich III. in den Reichsadelsstand erhoben und erhielten den Wappenbrief.

## Denkmal

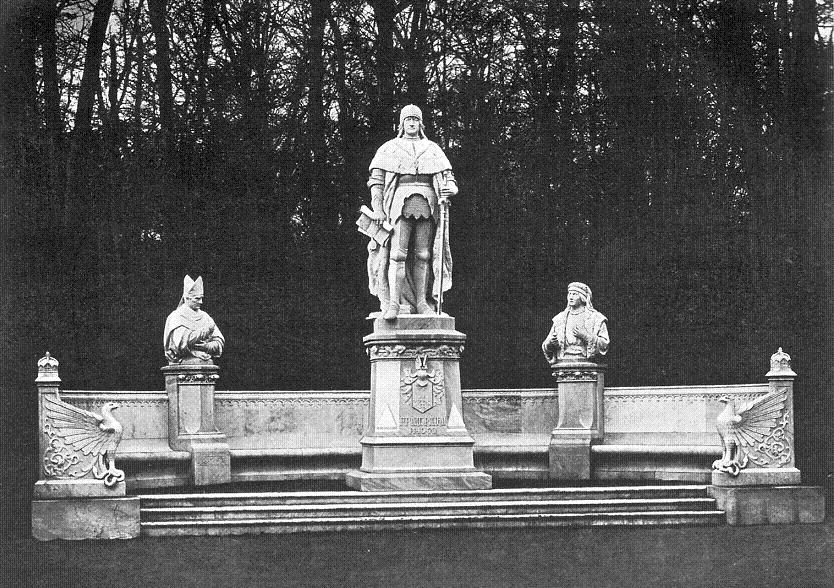
Denkmal Friedrich II. (Eisenzahn) Siegesallee mittig, links Friedrich Sesselmann, rechts Wilhelm von Blankenfelde

Für die Berliner Siegesallee gestaltete der Bildhauer Alexander Calandrelli die Denkmalgruppe 16 mit einem Standbild Friedrich II. (Brandenburg) im Zentrum, flankiert von den Seitenfiguren (Büsten) des Kanzlers und späteren Lebuser Bischofs Friedrich Sesselmann und von Wilke Blankenfelde. Die Enthüllung der Gruppe fand am 22. Dezember 1898 statt. Den Bogenfries an der Marmorbank, die die Denkmalgruppe im Halbrund umschloss, formte Calandrelli nach einem Fries des Blankenfeldeschen Hauses, das im Zuge des Rathausneubaus abgerissen worden war.
„Friedrich II. ist als Bezwinger des städtischen Widerstands aufgefaßt.“ Seine Faust hält eine Urkunde, die die Unterwerfung der Doppelstadt Berlin-Cölln nach dem Berliner Unwillen symbolisiert. Die Büste Blankenfeldes hält in der rechten Hand das wieder verliehene Amtssiegel. „Der ehrfürchtig-unterwürfige Gesichtsausdruck sowie die Haltung der linken Hand, die der Bürgermeister mit einer Ergebenheitsgeste auf die Brust drückt, sollten ein »getreuliches Bild des Verhältnisses der Stadt zum Landesherren« bieten.“
Die Darstellung der vom Eisenzahn gebrochenen Macht der märkischen Städte wurde durch Pfeile und zerrissene Urkunden am Boden der Zentralstatue nochmals verstärkt. Uta Lehnert deutet den Tenor der Gesamtgruppe daher als „historisch verbrämte Warnung“ Wilhelms II. an die aktuellen Stadtväter um 1900. (Kaiser Wilhelm II. war Auftraggeber der Siegesallee und in allen Fragen um den Monumentalboulevard die letztlich entscheidende Instanz.)